# Żelechlinek
Żelechlinek est une localité polonaise, siège de la gmina de Żelechlinek, située dans le powiat de Tomaszów Mazowiecki en voïvodie de Łódź.